# Takydromus sylvaticus
Takydromus sylvaticus (довгохвостка чунанська) — вид ящірок родини ящіркових (Lacertidae). Ендемік Китаю.

## Поширення і екологія
Чунанські довгохвостки мешкають в китайських провінціях Фуцзянь, Аньхой і Цзянсі, зокрема в горах Уїшань. Вони живуть в субтропічних лісах, на узліссях і в чагарниках, на висоті від 200 до 1300 м над рівнем моря.